# Székely himnusz

Príncipe Csaba no caminho das estrelas

"Székely himnusz" ("Hino de Székely"; em romeno:  Imnul secuiesc) é um poema de 1921 adotado pelo Conselho Nacional de Szekler como o hino da Terra dos Sículos, uma área na atual Romênia, em 5 de setembro de 2009. A letra foi escrita por György Csanády e sua música foi composta por Kálmán Mihalik.

## Letra
Apenas a primeira estrofe e o refrão (destacados aqui em negrito) fazem parte oficialmente do hino, mas as estrofes subsequentes também são cantadas ocasionalmente.
| Original | Tradução |
| --- | --- |
| Ki tudja merre, merre visz a végzet Göröngyös úton, sötét éjjelen. Vezesd még egyszer győzelemre néped, Csaba királyfi csillagösvényen. Refrão: Maroknyi székely porlik, mint a szikla Népek harcának zajló tengerén. Fejünk az ár, jaj, százszor elborítja, Ne hagyd elveszni Erdélyt, Istenünk! Ameddig élünk magyar ajkú népek Megtörni lelkünk nem lehet soha Szülessünk bárhol, világ bármely pontján Legyen a sorsunk jó vagy mostoha. Refrão Már másfélezer év óta Csaba népe Sok vihart élt át, sorsa mostoha Külső ellenség jaj, de gyakran tépte Nem értett egyet otthon sem soha. Refrão Keserves múltunk, évezredes balsors Tatár, s török dúlt, labanc rabigált Jussunk e honban, Magyar Székelyföldön Szabad hazában élni boldogan. Refrão Hős szabadságát elveszti Segesvár Mádéfalvára fájón kell tekints Földed dús kincsét népek élik s dúlják Fiaidnak sokszor még kenyérre sincs. Refrão Édes Szűzanyánk,könyörögve kérünk, Mentsd meg e népet, vérző Nemzetet, Jussunk e Honban,magyar-székely földön Szabad hazában éljünk boldogan! Refrão | Quem sabe onde o destino o levará Numa estrada esburacada, numa noite escura. Leve seu povo à vitória mais uma vez, Príncipe Csaba na trilha das estrelas. Refrão: Um punhado de pó Sículo como uma pedra No mar dos povos lutando. Nossa cabeça está coberta pelo preço cem vezes maior, Não deixe a Transilvânia se perder, Deus nosso! Enquanto nós, povos de língua húngara, vivermos Nossos corações nunca podem ser quebrados. Vamos nascer em qualquer lugar do mundo Se o nosso destino é bom ou ruim. Refrão Povo de Csaba, por três vezes quinhentos anos Sobreviveu às tempestades, embora seu destino amargo. O inimigo de fora, cujas feridas dilacerantes conheceram Mesmo em casa, a discórdia não diminuiu. Refrão Nosso passado amargo, milhares de anos de azar Tártaros e turcos se enfureceram, Labanc se enfureceu. Vamos para este país húngaro Viva feliz em um país livre. Refrão Um herói perde a liberdade em Suspiros Você tem que olhar para Mádéfalvá com dor. O rico tesouro da sua terra é vivido e apreciado pelos povos Seus filhos muitas vezes nem têm pão. Refrão Nossa doce Virgem, nós te suplicamos, Salve este povo, nação ensanguentada, Vamos para este país, terra húngara-sícula Vamos viver felizes num país livre! Refrão |

## Links
- Székely Himnusz
- Partituras